# US Comoé de Banfora
US Comoé de Banfora is een Burkinese voetbalclub uit de stad Banfora.
De club speelt sinds 2002 in de hoogste klasse en is een van de weinige clubs buiten de grote steden Ouagadougou en Bobo-Dioulasso die in de hoogste klasse speelt.
AJEB · US Comoé de Banfora · Racing Club de Bobo · AS Douanes · AS Faso-Yennenga · AS Fonctionnaires · US Forces Armées · Rail Club du Kadiogo · ASEC Koudouguou · Majestic SC · Étoile Filante Ouagadougou · US Ouagadougou · AS Police · Rahimo FC · Salitas FC · AS SONABEL